# 假面騎士龍騎 Episode Final
《劇場版 假面騎士龍騎 EPISODE FINAL》是《假面骑士龙骑》的獨立劇場版作品，亦是《平成假面騎士系列》的第二部劇場版作品，於2002年8月17日上映。本作雖然名為「EPISODE FINAL」，但结局与電視版不同。

## 故事背景
2002年冬天，十三名假面騎士只剩下龍騎、夜騎、鐵兵、王蛇、花夢五個人以及尚未現身的『第六位假面騎士』。
神崎士郎召集殘存的假面騎士們，五人必須在三天內分出勝負，否則無法實現他們的願望。
而此同時最後的參戰者『第六位假面騎士』龍牙現身了。
在重重的謎團包圍之下，一眾假面騎士的最後戰鬥開始了。

## 登場人物

### 本篇原主要人物
城戶真司
假面騎士龍騎的變身者。
本作主角。一名ORE雜誌社的見習記者，實力一般。成為假面騎士的目的是為保護人類而戰。為人傻氣、正直，有一顆善良的心，熱心助人，對事情有追根究底的精神。在被房東趕出來後就直接住在辦公室。在調查失蹤者榊原耕一時，意外在其處所得到龍騎卡盒和看見無雙龍，並在鏡世界意外認識秋山蓮第2話時就成功變成了龍騎，還成功發動了Final Vent「龍騎士踢」，瞭解到假面騎士之間的鬥爭後，決心阻止假面騎士之戰和保護人類。
秋山蓮
假面騎士Knight（夜騎）的變身者。
本作第二位主角。無業，戰鬥力強。外表冷酷無情，經常穿著黑皮大衣為其特徵，但其實內心善良。打倒其他假面騎士時曾猶豫，由此可見，他並不是窮兇極惡的假面騎士。表面上經常與真司吵架，但心中卻把真司作唯一的朋友，當遇見成功成為了龍騎的真司還對他起了想要趁早收拾的想法，還對他不時提出警語。故事後段，蓮亦隨著時間，受真司的理念受改變。成為假面騎士的目的是令昏迷了的愛人小川惠理甦醒。
北岡秀一
假面騎士Zolda（鐵兵）的變身者。
一名大律師，實力與王蛇不相伯仲的射擊型騎士。臉上常掛著輕眺，為人自私，不愛小孩。與助手由良吾郎同住。隨故事慢慢發展，北岡漸漸幫助別人，受真司的理念而改變。成為假面騎士的目的是得到永恆的生命。
淺倉威
假面騎士Ohja（王蛇）的變身者。
一名囚犯，戰鬥力極強。為人殘忍、煩燥，好勇鬥狠。曾殺害霧島美穗的姐姐，是個窮兇極惡的重犯。當時北岡曾為他辯護、打官司，但北岡沒有盡力為他辯護。自此，淺倉對北岡厭惡，常把他作宿敵。成為假面騎士的目的是為戰鬥而戰鬥，是假面騎士之戰的導火線。

### 本作登場人物
霧島美穗
假面騎士Femme（花夢）的變身者。
一名以騙婚為業的女子，本作唯一的女性假面騎士，美惠為人活潑開朗，愛玩弄真司，但自從姐姐被淺倉威殺害後，為求生活而被逼以騙婚為業。成為假面騎士的目的是為姐姐報仇而戰鬥。
鏡像城戶真司
假面騎士龍牙的變身者。
存在於鏡世界中的城戶真司，外表與現實世界的城戶真司完全相同，但實際上是個卑鄙小人，曾冒認真司去襲擊霧島美惠及佔據真司身體。因並無現實世界的實體，反而不能在現實世界太久，不然也會超過時間而粒子化而消失，每次都是開始粒子化消失，才趕著回鏡世界。成為假面騎士的目的是成為最強的假面騎士。
於續作《RIDER TIME 假面騎士龍騎》登場。
於《假面騎士ZI-O》第21-22話作為另類龍牙登場。
霧島美穂的姐姐
在故事開始之前就被淺倉威殺害。

## 登场假面骑士

### 假面騎士花夢
由霧島美穗所變身的假面騎士，僅劇場版和特別篇登場，主體色為白色，騎士面罩最上方有天鵝的造型作為象徵，有著白色披風，召喚機是「羽召劍」，外型是一把西洋劍，可做為武器使用。
假面騎士 Femme
- 身高：175cm
- 體重：60kg
- 跳躍力：15m
- 行動速度：100m需5秒
- 契約獸：閃光之翼（BlancWing）
- 召喚機：羽召劍（BlancVisor）
- 卡牌組:

| 卡牌組                  | 效果說明                                                      |
| ----------------------- | ------------------------------------------------------------- |
| Sword Vent （武器降臨） | 召喚武器為白羽劍。（AP:2000）                                 |
| Guard Vent （護盾降臨） | 召喚翼盾，具有利用四處飛舞的羽毛使敵人錯亂的能力。（GP:2000） |
| Advent（契約獸降臨）    | 召喚契約獸「閃光之翼（BlancWing）」。（AP:4000）              |
| Final Vent（終極降臨）  | 發動必殺技「神秘斬」。（AP:5000）                             |
- 招式

| 招式                    | 效果說明 |
| ----------------------- | --- |
| 神秘斬（Mystery Slash） | 召喚BlancWing現身於空中，以高速飛行制敵人身後張開翅膀用力搧動，形成暴風將敵人吹飛，Femme以手中的「白羽劍」把飛來的敵人一一砍成兩半而爆炸。 |

### 假面騎士龍牙
由鏡像城戶真司所變身的假面騎士，僅劇場版和特別篇登場，主體色為黑色（帶紫），騎士面罩最上方有龍的標記為象徵，有著和龍騎幾乎相同的外表，和前者一樣龍牙在夜晚戰鬥或乘坐傳送機時雙眼會泛著紅光，卡盒全黑，召喚機是是固定於左手、造型為龍頭的「黑龍召機甲」。
假面騎士 Ryuga
- 身高：190cm
- 體重：90kg
- 跳躍力：40m
- 行動速度：100m需4.5秒
- 契約獸：暗黑龍（DragBlacker）
- 召喚機：黑龍召機甲（Black Dragvisor）
- 卡牌組:

| 卡牌組                   | 效果說明                                                                         |
| ------------------------ | -------------------------------------------------------------------------------- |
| Sword Vent （武器降臨）  | 召喚武器黑龍刀。（AP:3000）                                                      |
| Guard Vent （護盾降臨）  | 召喚黑龍盾。（在劇中並無使用此降臨卡）（GP:3000）                                |
| Strike Vent （重擊降臨） | 召喚裝備－暗黑龍爪，配戴在右手上，並利用DragBlacker發動「黑龍爪火」。（AP:3000） |
| Advent（契約獸降臨）     | 召喚契約獸「暗黑龍（DragBlacker）」。（AP:6000）                                 |
| Final Vent（終極降臨）   | 發動必殺技「龍騎士踢」。（AP:7000）                                              |
- 招式

| 招式                             | 效果說明 |
| -------------------------------- | --- |
| 黑龍爪火（Black Drag Claw Fire） | 在裝備上暗黑龍爪後利用DragBlacker對敵人放出威力十足的黑色火焰彈。                                                                                   |
| 龍騎士踢（Dragoon Rider Kick）   | 召喚出DragBlacker後，Ryuga浮到半空，在DragBlacker吐火助長威力下，從空飛踢而下擊斃敵人。雖然大部分AP設定比龍騎高，但最後卻敗給了龍騎的「龍騎士踢」。 |

## 登場契約獸
- 閃光之翼（BlancWing）

全長：120cm / 展翼長：160cm/ 體重：40kg / 最高飛行速度：時速400km。
僅電影和特別篇登場。花夢的契約獸。白色的天鵝型鏡怪獸，4000AP。雙翼能捲起狂風，施展絕技會巨大化。能用絕技「神秘斬」。
- 暗黑龍（DragBlacker）

全長：615cm / 寬度：37cm / 全高：55cm / 體重：210kg / 最高飛行速度：時速520km。
僅電影和特別篇登場。龍牙的契約獸。黑色的龍型鏡怪獸，6000AP。和無雙龍有相似的外表。口中吐出的火焰能令對手石化，劍狀的尾巴可供龍牙使用「黑龍刀」。能用絕技「龍騎士踢」。

## 演員

### 主要演员
| 角色                          | 演員       |
| 城戸真司 【假面騎士龍騎】     | 須賀貴匡   |
| 鏡像城戶真司 【假面騎士龍牙】 | 須賀貴匡   |
| 秋山蓮 【假面騎士夜騎】       | 松田悟志   |
| 神崎優衣                      | 杉山彩乃   |
| 霧島美穂 【假面騎士花夢】     | 加藤夏希   |
| 北岡秀一 【假面騎士鐵兵】     | 涼平       |
| 浅倉威 【假面騎士王蛇】       | 萩野崇     |
| 神崎士郎                      | 菊地謙三郎 |
| 由良吾郎                      | 弓削智久   |
| 桃井令子                      | 久遠さやか |
| 神崎沙奈子                    | 角替和枝   |
| 大久保大介                    | 津田寛治   |
| 霧島美穂的姐姐                | 英玲奈     |

### AgitΩ主要演員友情演出
| 角色               | 演員     |
| 跟浅倉威衝突的混混 | 友井雄亮 |
| 遊樂員工作人員     | 秋山莉奈 |
| 泰國料理餐廳店員   | 賀集利樹 |
| 餐廳客人A          | 要潤     |
| 餐廳客人B          | 山崎潤   |
| 餐廳客人C          | 藤田瞳子 |
| 日式燒餅店店員     | 柴田明良 |

### 皮套演員
- 高岩成二 飾 假面骑士龙骑
- 伊藤慎 飾 假面骑士夜骑
- 押川善文 飾 假面骑士铁兵
- 岡元次郎 飾 假面骑士王蛇/龙牙
- 橋本恵子/清水真子 飾 假面骑士花梦

## 其他相關媒體
外傳
- 《假面騎士ZI-O 外傳 PART2『RIDER TIME 假面騎士龍騎』》

城戶真司/假面騎士龍騎、鏡像（鏡世界）的城戶真司/假面騎士龍牙、秋山蓮/假面騎士夜騎登場。
電視影集
- 《假面騎士ZI-O》

第21-22話 城戶真司、鏡像（鏡世界）的城戶真司登場。

## STAFF
- 原作 - 石之森章太郎
- 監督 - 小野寺章（石森プロ）
- 製作 - 中曽根千治（朝日电视台）、白倉伸一郎・武部直美（東映）
- 劇本 - 井上敏樹
- 导演 - 田崎龙太（日语：田﨑竜太）
- 武術指導 - 宮崎剛（日语：宮崎剛 (俳優)）、金田治
- 導演補 - 鈴村展弘
- 特效指導 - 佛田洋（特撮研究所）
- 角色設定 - （石森プロ）早瀬マサト（日语：早瀬マサト）、（PLEX）野中剛、鈴木和也、竹内一恵、小林大祐
- 怪物設定 - 篠原保
- 音乐 - 渡部チェル（日语：渡部チェル）、丸山和範

## 主題曲
Alive a life-Advent Mix
- 作词：海老根祐子 作曲：和田耕平 编曲：安藤高弦 主唱：松本梨香